# Bärbel Sothmann

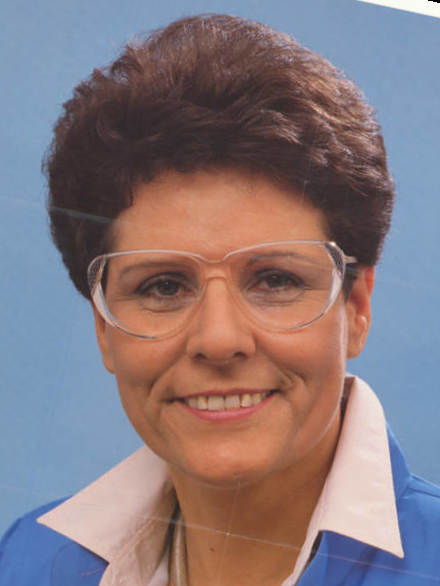
Bärbel Sothmann (1990)

Bärbel Sothmann (* 20. August 1939 in Neuruppin/Brandenburg) ist eine deutsche Politikerin (CDU).

## Ausbildung und Beruf
Nach dem Besuch von Grundschule und Oberschule in Schwerin und Rostock erfolgte 1957 die Flucht von Rostock nach Frankfurt am Main. Nach einer Ausbildung als Großhandelskauffrau 1961 und dem Hochschulabschluss als Betriebswirtin 1970 arbeitete sie von 1972 bis 1993 im Battelle-Institut in Frankfurt/Main als Direktionsassistentin, Datenschutzbeauftragte, Abteilungsleiterin, zuletzt als Leiterin des Bereichs Beschaffung.

## Partei
Seit 1972 ist Bärbel Sothmann Mitglied der CDU. Von 1980 bis 1998 war sie Mitglied des CDU-Kreisvorstandes Hochtaunus, von 1996 bis 1999 Mitglied im Präsidium der CDU Hessen.
In der Frauen-Union arbeitete Bärbel Sothmann 1979–1980 als Kreisvorsitzende Hochtaunus, seit 1980	auch als Mitglied des Landesvorstandes der Frauen-Union Hessen (1996–2000 als Vorsitzende der CDU-Frauen-Union Hessen) und seit 1990 auch als Vorstandsmitglied der CDU-Frauen-Union Deutschland.

## Abgeordnete

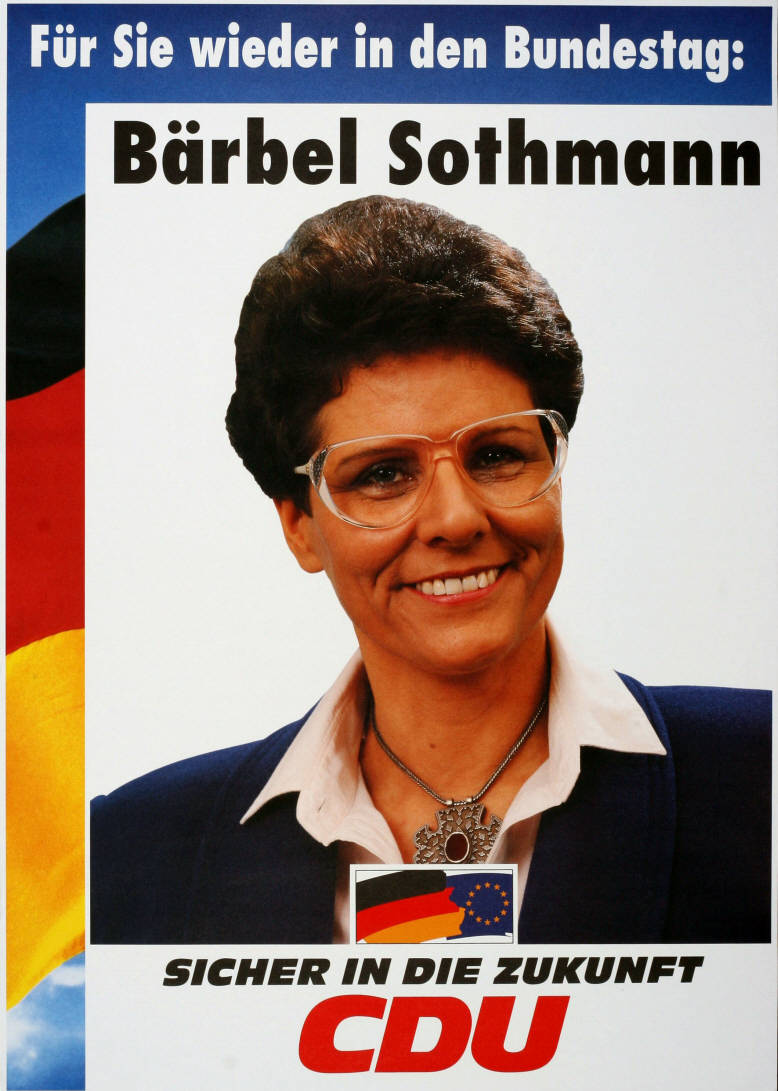
Kandidatenplakat zur Bundestagswahl 1994

Bärbel Sothmann war in drei Wahlperioden (1990–1994, 1994–1998 und 1998–2002) direkt gewählte Abgeordnete des Wahlkreises 133 Hochtaunus zum Deutschen Bundestag. Hier hatte sie von 1994 bis 2000 den Vorsitz der Gruppe der Frauen der CDU/CSU-Bundestagsfraktion inne und war Mitglied des Ausschusses für Bildung, Forschung und Technikfolgenabschätzung.

## Ehrungen
- 2013: Verdienstkreuz am Bande der Bundesrepublik Deutschland